# Гінзбург Віталій Лазарович
Віталій Лазарович Гінзбург (рос. Виталий Лазаревич Гинзбург; 21 вересня (4 жовтня) 1916, Москва — 8 листопада 2009, Москва) — радянський і російський фізик-теоретик, академік АН СРСР (1966—1991) і РАН (1991—2009), доктор фізико-математичних наук (1942), лауреат Нобелівської премії з фізики (2003).

## Біографія
Віталій Гінзбург народився 4 жовтня 1916 року в Москві. До 11 років навчався з батьком удома, до школи Гінзбург пішов одразу в четвертий клас. У той час в СРСР здійснювалися освітні реформи, дев'ятирічну середню освіту було скасовано, і школа закінчувалася в сьомому класі. Якість навчання була вельми сумнівною — вчителів не вистачало, багато предметів (наприклад, історія) було скасовано. Гінзбург до кінця життя шкодував про те, що не отримав елементарної бази.
Після семирічки ті, хто хотів продовжувати освіту, могли вступити до фабрично-заводське училище (ФЗУ), а далі йти, наприклад, на робітничий факультет. Гінзбург до ФЗУ не пішов, а влаштувався лаборантом спочатку до Московського вечірнього машинобудівного інституту імені Бубнова, а потім — до рентгенівської лабораторії Інституту імені Лепсе. Там Віталій Лазарович познайомився з молодими фізиками Левом Володимировичем Альтшулером і Веніямином Ароновичем Цукерманом. Дружбу з ними Гінзбург підтримував протягом багатьох років.
За час роботи в лабораторії Віталій Лазарович освоював навички експериментальної роботи, а також самостійно вивчав програму 8—11 класів. 1933 року він спробував вступити на фізичний факультет МДУ. Гінзбург склав іспити пристойно, але, як він писав сам, «не блискуче», і його не зарахували. Він вступив на заочне відділення факультету і лише через рік перевівся на денне.
В університеті Гінзбург навчався лише на «відмінно», проте сам себе не вважав видатним студентом. В аспірантурі Віталій Лазарович потрапив до фізика Ігоря Євгеновича Тамма, і наукова робота «пішла». За два роки Гінзбург написав сім чи вісім статей, присвячених квантовому обґрунтуванню випромінювання Вавілова-Черенкова та теорії черенковського випромінювання в кристалах, випромінювання осцилятора, розташованого в анізотропному середовищі. На підставі цих робіт 1940 року Гінзбург достроково захистив кандидатську дисертацію.
Після отримання ступеня Віталій Лазарович пішов з університету до Фізичного інституту Академії наук СРСР (ФІАН) з причин, не пов'язаних із наукою. Там же в 1942 році він отримав ступінь доктора наук. Як пише сам Гінзбург у своїх спогадах, перейти до ФІАН його змусило посилення антисемітських настроїв. У фізичному інституті Гінзбург пропрацював до кінця життя. з 1971 він стає керівником відділу теоретичної фізики, одночасно завідує створеною ним кафедрою проблем фізики і астрофізики Московського фізико-технічного інституту.
Дослідження Гінзбурга належать до кількох галузей фізики та астрономії. При цьому Віталій Лазарович зізнавався, що не знає сузір'їв і погано розуміється у небесних координатах, тому що астрономію ані в школі, ані в університеті не вивчав. Відсутність шкільних знань не завадила Гінзбургу створити теорію магнітогальмівного космічного радіовипромінювання і радіоастрономічну теорію походження космічних променів. З 1946 року він активно вивчав радіовипромінювання Сонця і досліджував загальні питання радіоастрономії.
З 1940-х років Гінзбург взявся до теорії надпровідності і надплинності. 1950 року Гінзбург разом із Левом Давидовичем Ландау розробив напівфеноменологічну теорію надпровідності (теорія Гінзбурга—Ландау). 1958 року Віталій Лазарович і Лев Петрович Пітаєвский створили напівфеноменологічну теорію надплинності (теорія Гінзбурга—Пітаєвського). 2003 року за ці роботи в галузі надпровідності та надплинності Гінзбург був удостоєний Нобелівської премії з фізики (нагороду з ним розділили Олексій Олексійович Абрикосов і Ентоні Леггет). У своїй нобелівській промові Гінзбург пояснював, що рішення вивчати надпровідність за низьких температур пояснюється його роботою фізиком-ядерником холодною зимою 1942 року.
Автор монографій «Теорія розповсюдження радіохвиль в іоносфері» (1949), «Походження космічних променів» (спільно з С. І. Сироватським, 1963), «Розповсюдження електромагнітних хвиль в плазмі» (1967), «Про фізику та астрофізику» (1974) та інших.

## Громадська активність
Одним із головних завдань як вченого Гінзбург вважав боротьбу з псевдонаукою. Саме з його ініціативи 1988 року при президії Академії наук було засновано Комісію з боротьби з псевдонаукою і фальсифікацією наукових досліджень. Діяльність комісії піддавалася критиці з боку людей, чиї проєкти були визнані (або теоретично могли бути визнаними) ненауковими. Сам Гінзбург регулярно виступав у пресі, відстоюючи необхідність продовження роботи комісії.
Також безапеляційно, як до торсіонних двигунів і антигравітації, Гінзбург ставився до посилення клерикалізації суспільства. Віталій Лазарович не заперечував існування релігії як такої, але він категорично заперечував проти можливості поєднати віру в бога і наукове мислення. Гінзбург був одним з авторів знаменитого «листа десяти академіків» Володимиру Путіну. У цьому зверненні вчені протестували проти внесення спеціальності «теологія» до переліку наукових дисциплін ВАК і введення в школі уроків з основ православної культури. Лист викликав відповідну реакцію і сприяв суперечці у ЗМІ щодо можливого посилення ролі церкви в суспільстві.
Гінзбург не тільки боровся з супротивниками науки, але також намагався зміцнити її власні позиції. Віталій Лазарович звертав увагу на падіння престижу наукової діяльності та підсилення «витоку мізків» на Захід. Для того щоб якось зупинити цей процес, Гінзбург створив фонд «Успіхи фізики».
При цьому Віталій Лазарович завжди захищав РАН і активно сперечався з її критиками. Він був категорично не згоден з доводами супротивників академії, які називали РАН неефективною структурою, що сприяє розвалу російської науки. Гінзбург визнавав, що не всі ініціативи академії і прийняті нею рішення є правильними, однак залишався прихильником самої структури як такої.
Крім відстоювання інтересів науки, Віталій Лазаревич виступав проти цензури і пригноблення прав і свобод росіян. Так, він активно протестував проти законопроєкту про скасування суду присяжних, називаючи цю ініціативу «поверненням до сталінізму».
Свої успіхи у вельми віддалених одна від одної галузях науки Гінзбург пояснював пристрасним бажанням «придумати ефектик», а також загальним «розумінням фізики». Віталій Лазарович не соромився говорити про свої досягнення. У спогадах він намагався розібратися, що ж саме стало головним чинником його успіху. Гінзбург згадує не тільки свої достоїнства, але й недоліки, такі як марнославство і бажання виділятися. Ця дивовижна щирість була у всіх його починаннях, а крім наукової роботи Віталій Лазарович був дуже активним громадським діячем.
Останні кілька років Гінзбург майже не вставав з ліжка, але при цьому продовжував активну діяльність в усіх напрямках. Серед іншого Віталій Лазарович продовжував редагувати журнал «Успіхи фізичних наук», головним редактором якого він був з 1998 року.

## Нагороди
Віталія Гінзбурга нагороджено орденами «За заслуги перед Вітчизною» 1 ступеня (2006), «За заслуги перед Вітчизною» III ступеня (1996), Орденом Леніна, двома орденами Трудового Червоного Прапора, двома орденами «Знак Пошани».
Сталінська премія (1953) і Ленінська премія (1966).
Він має велику Золоту медаль імені М. В. Ломоносова (1995), Золоту медаль імені С. І. Вавилова (1995).
Віталій Гінзбург — нобелівський лауреат. На цю премію вченого-фізика висували протягом 30 років, тому, коли вранці 7 жовтня 2003 року в кабінеті Гінзбурга пролунав телефонний дзвінок, і повідомили, що йому присуджена Нобелівська премія, він не дуже повірив. Премія була також присуджена ученим-фізикам Олексію Олексійовичеві Абрикосову і Ентоні Джеймсу Легетту. Точне формулювання Нобелівського комітету: «За піонерські роботи з надпровідності і надплинності».

## Особисте життя
Перша дружина — Ольга Іванівна Замша (1916 р.н.), кандидат фізико-математичних наук (1945), доцент МІФІ. Шлюб тривав із 1937 до 1946 року.
Друга дружина — Ніна Іванівна Гінзбург (Єрмакова), фізик-експериментатор. Весілля відзначали 1946 року. Їхня дочка Ірина Віталіївна Дорман (1939 р.н.) — історик науки, кандидат фізико-математичних наук.
Двоюрідний племінник — підприємець та громадський діяч Марк Зіновійович Гінзбург.